# Csárdaszállás
Csárdaszállás là một thị trấn thuộc hạt Békés, Hungary. Thị trấn này có diện tích 54,16 km², dân số năm 2010 là 458 người, mật độ 8 người/km².